# Distretto di Jazán
Il distretto di Jazán è un distretto del Perù nella provincia di Bongará (regione di Amazonas) con 8.332 abitanti al censimento 2007 dei quali 6.830 urbani e 1.502 rurali. Il centro principale è Pedro Ruiz Gallo.
È stato istituito il 26 febbraio 1980.